# 우리집에 사는 남자
《우리집에 사는 남자》는 2016년 10월 24일부터 2016년 12월 13일까지 방송되었던 KBS 2TV 월화 드라마 작품이다.

## 줄거리
스튜어디스로 근무하던 홍나리가 오랜만에 찾아온 고향집에서 자신의 새 아빠라고 주장하는 고난길과 만나 벌어지는 이야기를 담은 로맨틱 코미디 드라마 작품이다.

## 등장 인물

### 주요 인물
- 수애 : 홍나리(30세) 역 (아역 박소은) - 5년차 항공사 승무원
- 김영광 : 고난길(27세) 역 (아역 고우림, 서동현) - 홍만두 운영
- 이수혁 : 권덕봉(30세) 역 - 그린랜드 그룹 셋째 아들
- 조보아 : 도여주(26세) 역 - 홍나리의 후배 승무원
- 김지훈 : 조동진(32세) 역 - 홍나리의 대학 선배, 남자친구

### 홍나리의 주변 인물
- 김미숙 : 신정임(56세) 역 - 홍나리의 어머니 (특별출연)
- 김하균 : 신정남(54세) 역 - 홍나리의 외삼촌, 신정임의 동생
- 노영국 : 홍성규(59세) 역 - 홍나리의 아버지, 신정임의 남편

### 고난길의 주변 인물
- 지윤호 : 이용규(20대 초반) 역 - (아역: 이지환)
- 이강민 : 박준(20대 후반) 역
- 정지환 : 강한이(20대 중후반) 역

### 그린랜드
- 신세휘 : 권덕심(19세) 역 - 권덕봉의 이복동생
- 최종원 : 권 회장(70대) 역 - 권덕봉의 아버지
- 이경심 : 화연(40대 후반) 역 - 권덕봉의 계모, 권덕심의 친모
- 정경순 : 권순례(50대 후반) 역 - 센터 팀장

### 다다금융
- 박상면 : 배병우(48세) 역 - 대표
- 우도환 : 김완식(20대 중반) 역 (아역 : 문장빈) - 배병우의 부하

### 스튜어디스
- 왕빛나 : 유시은(30대 초반) 역 - 홍나리의 선배 (특별출연)
- 김재인 : 장연미(20대 중반) 역 - 홍나리의 후배
- 안유정 : 박선경(20대 중반) 역 - 홍나리의 후배

### 그 외 인물
- 전세현 : 김란숙(30세) 역 - 홍나리의 친구, 전직 스튜어디스, 전업주부
- 남정희 : 슬기슈퍼 주인 할머니 역
- 박노식
- 정근
- 홍성숙
- 한지선 : 요리예능 막내작가 역
- 남창희
- 하나
- 미미
- 나영

### 특별출연
- 인교진 : 응급실 의사 역
- 장도연 : 진상 승객 역
- 홍석천 : 헬스트레이너 역
- 김영옥 : 동네 할머니 역
- 이미도 : ‘삼대식신천황 세끼먹자’ 작가 이미선 역
- 이아리 : ‘삼대식신천황 세끼먹자’ 보조작가 역

## 시청률
아래의 파란색 숫자는 '최저 시청률'이고, 빨간색 숫자는 '최고 시청률'입니다. 시청률조사회사와 지역별로 시청률에 차이가 있을 수 있습니다.
| 2016년 | 2016년    | 2016년         | 2016년       | 2016년         | 2016년       |
| 회차   | 방송일    | TNmS 시청률    | TNmS 시청률  | AGB 시청률     | AGB 시청률   |
| 회차   | 방송일    | 대한민국(전국) | 서울(수도권) | 대한민국(전국) | 서울(수도권) |
| ------ | --------- | -------------- | ------------ | -------------- | ------------ |
| 제1회  | 10월 24일 | 8.2%           | 9.5%         | 9.0%           | 9.1%         |
| 제2회  | 10월 25일 | 9.9%           | 11.2%        | 10.6%          | 10.7%        |
| 제3회  | 10월 31일 | 6.6%           | 8.2%         | 7.4%           | 8.0%         |
| 제4회  | 11월 1일  | 7.0%           | 7.3%         | 8.5%           | 9.0%         |
| 제5회  | 11월 7일  | 5.9%           | 6.7%         | 7.5%           | 7.7%         |
| 제6회  | 11월 8일  | 4.6%           | 5.1%         | 6.4%           | 6.9%         |
| 제7회  | 11월 14일 | 4.2%           | 4.4%         | 4.5%           | 4.7%         |
| 제8회  | 11월 15일 | 4.6%           | 4.9%         | 4.7%           | 4.8%         |
| 제9회  | 11월 21일 | 5.1%           | 5.3%         | 3.7%           | 3.9%         |
| 제10회 | 11월 22일 | 4.4%           | 4.7%         | 3.9%           | 4.2%         |
| 제11회 | 11월 28일 | 3.4%           | 3.8%         | 4.3%           | 4.7%         |
| 제12회 | 11월 29일 | 3.2%           | 3.4%         | 3.5%           | 3.8%         |
| 제13회 | 12월 5일  | 3.5%           | 3.7%         | 4.1%           | 4.3%         |
| 제14회 | 12월 6일  | 3.3%           | 3.6%         | 3.4%           | 3.7%         |
| 제15회 | 12월 12일 | 2.9%           | 3.2%         | 3.5%           | 3.8%         |
| 제16회 | 12월 13일 | 3.2%           | 3.4%         | 4.0%           | 4.2%         |

## OST

### Track. 1
| #            | 제목                | 작사         | 작곡         | 편곡         | 재생 시간 |
| ------------ | ------------------- | ------------ | ------------ | ------------ | --------- |
| 1.           | 〈바보야〉 (김종국) | 김영아       | 윤일상       | 윤일상       | 3:21      |
| 2.           | 〈바보야 (Inst.)〉  |              | 윤일상       | 윤일상       | 3:22      |
| 총 재생 시간 | 총 재생 시간        | 총 재생 시간 | 총 재생 시간 | 총 재생 시간 | 6:43      |

### Track. 2
| #            | 제목                                            | 작사                  | 작곡               | 편곡         | 재생 시간 |
| ------------ | ----------------------------------------------- | --------------------- | ------------------ | ------------ | --------- |
| 1.           | 〈니 맘에 들어갈래 (Feat. Mark of NCT)〉 (헨리) | 헨리, SAY, 요요(Yoyo) | 헨리, Genneo, Mage | Genneo       | 3:12      |
| 2.           | 〈니 맘에 들어갈래 (Inst.)〉                    |                       | 헨리, Genneo, Mage | Genneo       | 3:09      |
| 총 재생 시간 | 총 재생 시간                                    | 총 재생 시간          | 총 재생 시간       | 총 재생 시간 | 6:21      |

### Track. 3
| #            | 제목                  | 작사         | 작곡         | 편곡         | 재생 시간 |
| ------------ | --------------------- | ------------ | ------------ | ------------ | --------- |
| 1.           | 〈원해〉 (조PD, 제아) | 조PD         | 윤일상       | 윤일상       | 4:19      |
| 2.           | 〈원해 (Inst.)〉      |              | 윤일상       | 윤일상       | 4:19      |
| 총 재생 시간 | 총 재생 시간          | 총 재생 시간 | 총 재생 시간 | 총 재생 시간 | 8:38      |

### Track. 4
| #            | 제목                               | 작사           | 작곡                         | 편곡             | 재생 시간 |
| ------------ | ---------------------------------- | -------------- | ---------------------------- | ---------------- | --------- |
| 1.           | 〈소소하게 조금씩〉 (정기고, 다원) | 최재우         | 똘아이박, 피터팬, 미친기집애 | 미친기집애       | 3:29      |
| 2.           | 〈그래도 사랑〉 (임세준)           | 윤민수, 최성일 | 윤민수, KingMing             | KingMing, 김병석 | 4:29      |
| 3.           | 〈소소하게 조금씩 (Inst.)〉        |                | 똘아이박, 피터팬, 미친기집애 | 미친기집애       | 3:29      |
| 4.           | 〈그래도 사랑 (Inst.)〉            |                | 윤민수, KingMing             | KingMing, 김병석 | 4:29      |
| 총 재생 시간 | 총 재생 시간                       | 총 재생 시간   | 총 재생 시간                 | 총 재생 시간     | 15:56     |

## 같이 보기
- 웹툰을 원작으로 삼은 드라마 목록

## 동시간대 경쟁 프로그램
- MBC 월화드라마
  - 캐리어를 끄는 여자 (2016년 9월 26일 ~ 2016년 11월 15일)
  - 불야성 (2016년 11월 21일 ~ 2017년 1월 24일)

- SBS 월화드라마
  - 달의 연인 - 보보경심 려 (2016년 8월 29일 ~ 2016년 11월 1일)
  - 낭만닥터 김사부 (2016년 11월 7일 ~ 2017년 1월 16일)